# دشرت

تاج دِشرِت

تاج دِشرِت (به انگلیسی: Deshret) تاجی به رنگ قرمز بوده است با کفی صاف که از هنگام پادشاهی شاهان دوره پیش‌تاریخی در شمال مصر (مصر سفلی) مورد استفاده فرعون‌ها قرار می‌گرفته و نماد مصر سفلی بوده. این تاج به خدای هور (هوروس) نسبت داده می‌شده. از انتهای این تاج استوانه‌ای خمیده بیرون می‌زده که خَبِت (khabet) نام داشته.
واژه  'دشرت' در زبان مصری نوشته شده بر هیروگلیف‌ها به معنای «قرمز» بوده و دشرت حالت شناسه آن را داشته و اشاره به تاج سرخ می‌کرده است. 
این تاج به همراه تاج سفید تشکیل «تاج دوتایی» یا سکنت را می‌داده که نشان از یکپارچگی دو مصر علیا و سفلی در زمان پادشاهی فرعون بر سر دارنده آن را می‌داده و از نمادهای مصر باستان بوده.

## نگارخانه

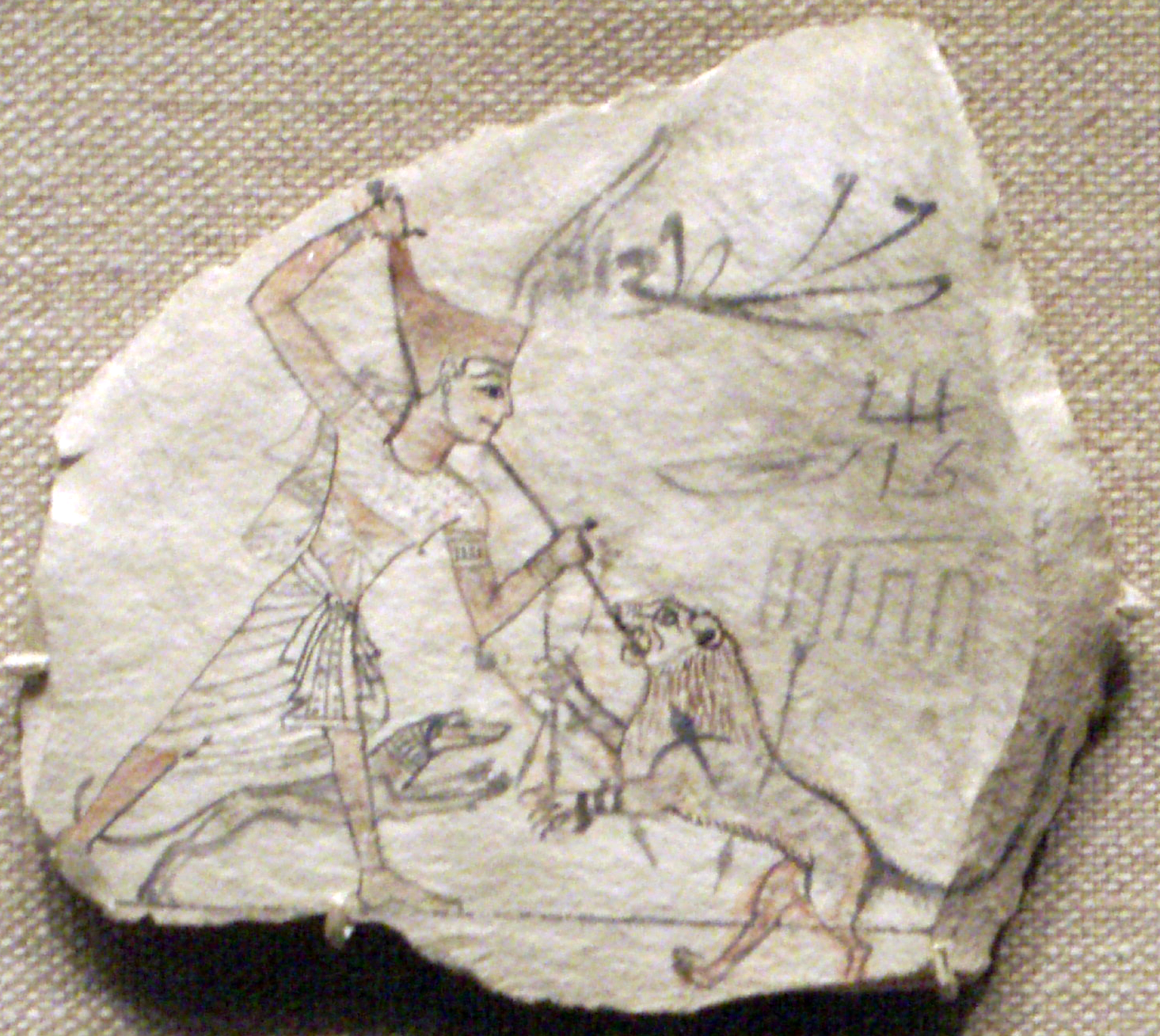
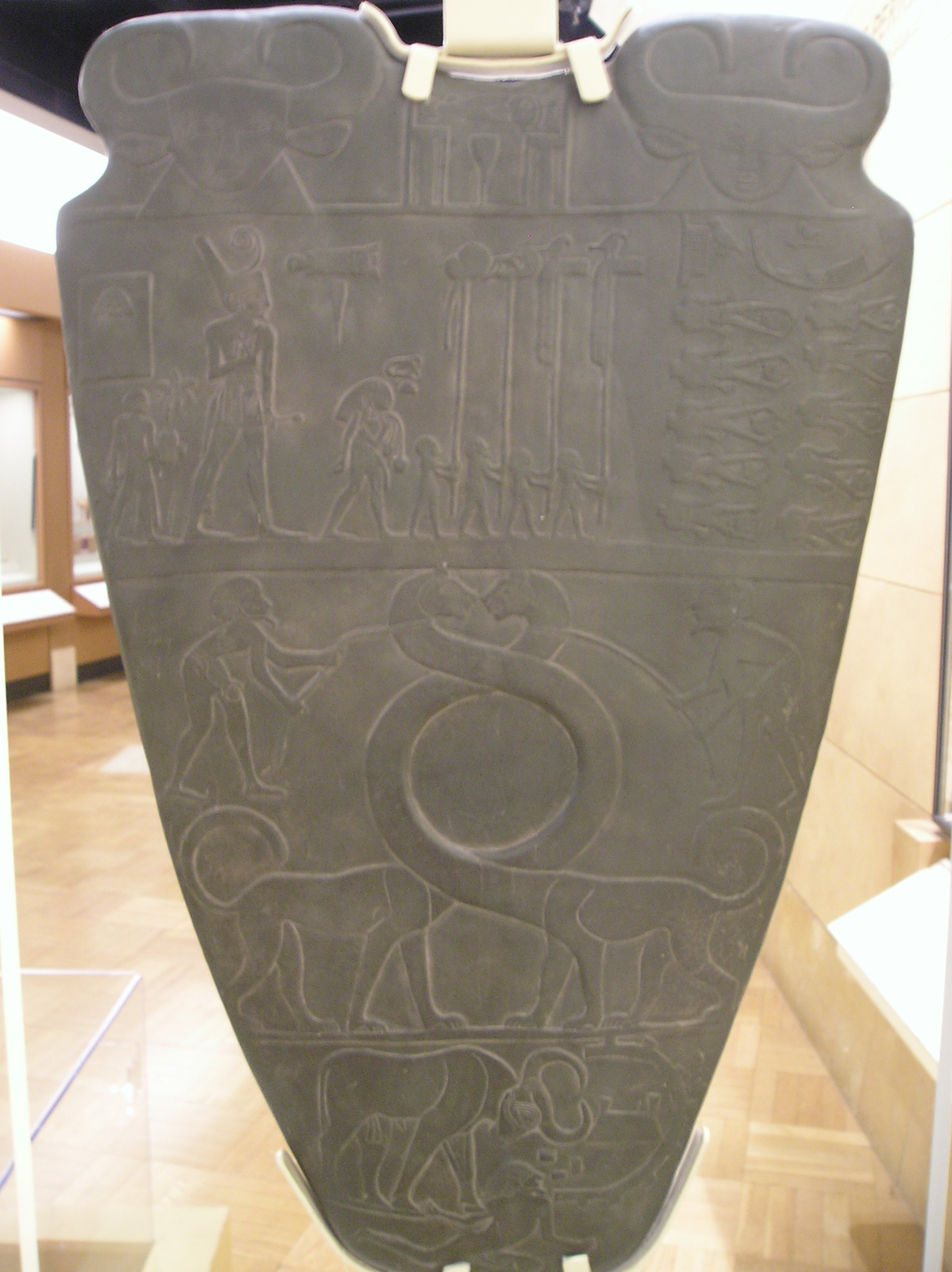
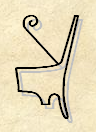